# Rugby-League-Weltmeisterschaft 2013/Gruppe D
Die Gruppe D der Rugby-League-Weltmeisterschaft 2013 umfasste die Cookinseln, die USA und Wales. Die Gruppenspiele fanden zwischen dem 30. Oktober und dem 10. November statt. Außerdem absolvierte jede Mannschaft ein sogenanntes Intergruppenspiel gegen eine Mannschaft aus Gruppe C.

## Tabelle
|    | Land               | Spiele | Siege | Unent. | Ndlg. | Spiel- punkte | Diff. | Tabellen- punkte |
| -- | ------------------ | ------ | ----- | ------ | ----- | ------------- | ----- | ---------------- |
| 1. | Vereinigte Staaten | 3      | 2     | 0      | 1     | 64:58         | + 6   | 4                |
| 2. | Cookinseln         | 3      | 1     | 0      | 2     | 64:78         | - 14  | 2                |
| 3. | Wales              | 3      | 0     | 0      | 3     | 56:84         | - 28  | 0                |

## Spiele

### USA – Cookinseln
| 30. Oktober 20:00 | Vereinigte Staaten | 32 : 20         | Cookinseln                                                                                                | Memorial Stadium, Bristol Zuschauer: 7.247 Schiedsrichter: Ben Thaler |
| 30. Oktober 20:00 | Versuche: Faraimo 13. n.erh. Petersen 16. n.erh. Paulo 42. n.erh. Samoa 59. erh. Offerdahl 71. erh. Priestley 73. erh. Erhöhungen: Paulo (2/6) Straftritte: Paulo (2/2) 25., 77. | (10:10) Bericht | Versuche: Takairangi 3. erh. Low 36. n.erh. L. Lulia 47. n.erh. Peyroux 62. erh. Erhöhungen: Rapana (2/4) | Memorial Stadium, Bristol Zuschauer: 7.247 Schiedsrichter: Ben Thaler |

| 1                  | Kristian Freed    |
| 2                  | Bureta Faraimo    |
| 3                  | Michael Garvey    |
| 4                  | Lelauloto Tagaloa |
| 5                  | Matt Petersen     |
| 6                  | Joseph Paulo      |
| 7                  | Craig Priestley   |
| 15                 | Mark Offerdahl    |
| 9                  | Joel Luani        |
| 10                 | Eddy Pettybourne  |
| 11                 | Clint Newton      |
| 12                 | Matt Shipway      |
| 13                 | Daniel Howard     |
| Auswechselspieler: |                   |
| 8                  | Junior Paulo      |
| 14                 | Tui Samoa         |
| 16                 | Stephen Howard    |
| 17                 | Les Soloai        |

| 1                  | Drury Low         |
| 2                  | Lulia Lulia       |
| 3                  | Anthony Gelling   |
| 4                  | Keith Lulia       |
| 5                  | Jordan Rapana     |
| 6                  | Brad Takairangi   |
| 7                  | Isaac John        |
| 8                  | Dylan Napa        |
| 9                  | Danlei Fepuleai   |
| 10                 | Zane Tetevano     |
| 11                 | Zeb Taia          |
| 12                 | Dominique Peyroux |
| 13                 | Tinirau Arona     |
| Auswechselspieler: |                   |
| 14                 | Sam Brunton       |
| 15                 | Sam Mataora       |
| 16                 | Tupou Sopoaga     |
| 17                 | Adam Tangata      |

### Wales – USA
| 3. November 14:00 | Wales                                                                        | 16 : 24       | Vereinigte Staaten                                                                                                | Racecourse Ground, Wrexham Zuschauer: 8.019 Schiedsrichter: Ben Cummins |
| 3. November 14:00 | Versuche: Roets 16. n.erh., 75. erh. Walker 77. erh. Erhöhungen: White (2/3) | (4:8) Bericht | Versuche: Newton 20. n.erh., 63. erh. Petersen 33. n.erh. Paulo 54. n.erh. Samoa 60. erh. Erhöhungen: Paulo (2/5) | Racecourse Ground, Wrexham Zuschauer: 8.019 Schiedsrichter: Ben Cummins |

| 1                  | Rhys Evans       |
| 2                  | Elliot Kear      |
| 3                  | Ian Webster      |
| 4                  | Christiaan Roets |
| 5                  | Rhys Williams    |
| 6                  | Lloyd White      |
| 7                  | Matt Seamark     |
| 8                  | Craig Kopczak    |
| 9                  | Neil Budworth    |
| 10                 | Jordan James     |
| 11                 | Larne Patrick    |
| 12                 | Tyson Frizell    |
| 13                 | Ben Flower       |
| Auswechselspieler: |                  |
| 14                 | Gil Dudson       |
| 15                 | Ben Evans        |
| 16                 | Peter Lupton     |
| 17                 | Anthony Walker   |

| 1                  | Kristian Freed    |
| 2                  | Bureta Faraimo    |
| 3                  | Lelauloto Tagaloa |
| 4                  | Taylor Welch      |
| 5                  | Matt Petersen     |
| 6                  | Joseph Paulo      |
| 7                  | Craig Priestley   |
| 8                  | Mark Offerdahl    |
| 9                  | Joel Luani        |
| 10                 | Eddy Pettybourne  |
| 11                 | Clint Newton      |
| 12                 | Matt Shipway      |
| 13                 | Daniel Howard     |
| Auswechselspieler: |                   |
| 14                 | Tui Samoa         |
| 15                 | Roman Hifo        |
| 16                 | Judah Lavulo      |
| 17                 | Les Soloai        |

### Wales – Cookinseln
| 10. November 14:00 | Wales | 24 : 28        | Cookinseln | The Gnoll, Neath Zuschauer: 3.270 Schiedsrichter: Richard Silverwood |
| 10. November 14:00 | Versuche: Massam 14. n.erh. White 51. erh. Lloyd 67. erh. Roets 60. n.erh., 76. n.erh. Erhöhungen: White (1/3) Jones (1/2) | (4:16) Bericht | Versuche: Fepuleai 8. erh. K. Lulia 31. n.erh. John 39. erh. Peyroux 46. erh. Ford 72. erh. Erhöhungen: Taripo (4/5) | The Gnoll, Neath Zuschauer: 3.270 Schiedsrichter: Richard Silverwood |

| 1                  | Elliot Kear      |
| 2                  | Christiaan Roets |
| 3                  | Rhodri Lloyd     |
| 4                  | Rhys Evans       |
| 5                  | Rob Massam       |
| 6                  | Danny Jones      |
| 7                  | Peter Lupton     |
| 8                  | Ben Flower       |
| 9                  | Neil Budworth    |
| 10                 | Jordan James     |
| 11                 | Ross Divorty     |
| 12                 | Tyson Frizell    |
| 13                 | Larne Patrick    |
| Auswechselspieler: |                  |
| 14                 | Lloyd White      |
| 15                 | Craig Kopczak    |
| 16                 | Gil Dudson       |
| 17                 | Anthony Walker   |

| 1                  | Lulia Lulia       |
| 2                  | Chris Taripo      |
| 3                  | Brad Takairangi   |
| 4                  | Keith Lulia       |
| 5                  | Rea Pittman       |
| 6                  | Jonathan Ford     |
| 7                  | Isaac John        |
| 8                  | Dylan Napa        |
| 9                  | Daniel Fepuleai   |
| 10                 | Zeb Taia          |
| 11                 | Tupou Sopoaga     |
| 12                 | Dominique Peyroux |
| 13                 | Tinirau Arona     |
| Auswechselspieler: |                   |
| 14                 | Sam Brunton       |
| 15                 | Anthony Gelling   |
| 16                 | Joseph Matapuku   |
| 17                 | Adam Tangata      |